# 新布拉西兰迪亚
新布拉西兰迪亚是巴西马托格罗索州的一个市镇。总面积3266.215平方公里，总人口4877人，人口密度1.5人/平方公里。